# Nirmala Deshpande
Nirmala Deshpande, née le 19 octobre 1929 à Nagpur, morte le 1er mai 2008 à New Delhi, est une militante sociale indienne réputée qui avait embrassé la philosophie gandhienne. Elle a consacré sa vie d'adulte à la promotion de l'harmonie communautaire et du service aux femmes, au peuple des tribus et aux démunis en Inde,.
Elle a reçu en 2006 le prix Padma Vibhushan, le deuxième prix civil le plus élevé de l'Inde. Elle a reçu aussi le prix Sitara-e-Imtiaz, décerné à titre posthume par le Pakistan en 2010.

## Famille, formation
Nirmala Deshpande est née le 19 octobre 1929 à Nagpur. Elle est la fille de Vimala et de Purushottam Yashawant Deshpande . Son père a reçu un prix Sahitya Akademi en 1962 pour son œuvre en langue Marathi Anamikachi Chintanika.
Elle a effectué une maîtrise en sciences politiques à Nagpur, en Inde, elle a également étudié au Fergusson College, à Pune. Par la suite, elle a été chargée de cours en sciences politiques au Morris College de Nagpur.

## Activités sociales

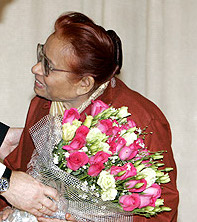
Nirmala Desphande en 2007.

Nirmala Deshpande a rejoint le mouvement Bhoodan de Vinoba Bhave en 1952. Elle a entrepris un voyage de 40 000 km à pied - padayatra - à travers l'Inde pour porter le message de Gandhi sur Grām Swarāj . Elle reconnaît qu'il est difficile de mettre en pratique les principes gandhiens, mais pense que cela est la seule voie vers une société véritablement démocratique.
Nirmala Deshpande était connue pour incarner l'esprit des marches pour la paix au Pendjab et au Cachemire lorsque la violence était à son apogée dans ces États. Sa mission de paix au Cachemire en 1994 et son initiative d'organisation de la rencontre entre l'Inde et le Pakistan en 1996 ont été ses deux réalisations majeures de service public. La cause tibétaine contre la répression chinoise lui tenait également à cœur.
Elle a été présidente d'une organisation historique, la Harijan Sevak Sangh, de juin 1983 jusqu'à sa mort. Elle était impliquée ou associée à de nombreuses autres organisations et organismes sociaux. Elle a de plus fondé le Akhil Bharat Rachnatmak Samaj qui a remporté le National Communal Harmony Award en 2004.
En 2006, Nirmala Deshpande a demandé la grâce de Afzal Guru, qui avait été reconnu coupable d'une attaque terroriste contre le Parlement indien en 2001, attaque qui avait entraîné la mort de 13 personnes.
Nirmala Deshpande a visité de nombreuses villes des États-Unis d'Amérique lors d'une tournée organisée par un éminent indien américain de Lansing, dans le Michigan, au cours des dernières années de sa vie. Elle était membre d'un Rajya Sabha, lorsqu'elle est morte dans son sommeil aux premières heures du 1er mai 2008, à New Delhi à l'âge de 79 ans.
Elle a travaillé continuellement pour l'harmonie entre l'Inde et le Pakistan. En souvenir de cela, sa dépouille mortelle a été immergée dans la partie du fleuve Indus qui est dans la province du Sind au Pakistan.

## Écrits
Nirmala Deshpande a écrit plusieurs romans en hindi, Seemant, sur le thème de la libération des femmes, et Chimlig, basé sur l'éthos culturel chinois, (dont l'un a obtenu un prix national), des pièces de théâtre et des récits de voyage. Elle a également écrit un commentaire sur Isha Upanishad et une biographie de Vinoba Bhave.
Elle a également fondé un magazine Nityanutan et a veillé à sa publication depuis 1985. Ce magazine était dédié à la paix mondiale et à la non-violence, il était l'un des magazines les plus efficaces pour véhiculer des pensées sur la non-violence et la paix. Après sa mort, le magazine continue à être publié chaque mois grâce au financement participatif par l'un de ses proches associés Ram Mohan Rai, un activiste social de Panipat (haryana).

## Honneurs et distinctions
Nirmala Deshpande a été nommée membre de l'Indian Rajya Sabha à deux reprises en août 1997 et du 24 juin 2004 à 2010. Son nom a été considéré pour le poste présidentiel indien en 2007.
Elle a reçu le Rajiv Gandhi National Sadbhavana Award (2005) et le titre Padma Vibhushan en 2006. Elle a été nommée pour le prix Nobel de la paix en 2005.
Nirmala Deshpande a également reçu le premier Banarsi Das Gupta Rashtra Gaurav Puraskar le 5 novembre 2007 lors d'une cérémonie de remise par le vice-président de l'Inde Sh. Mohammad Hamid Ansari, en présence de Smt. Sonia Gandhi (Présidente UPA), Sh. Pawan Bansal (ministre du Cabinet), Sh. Shriprakash Jaiswal (ministre d'État), Sh. Bhupinder Singh Hooda (Ministre en chef de Haryana), Sh. Santosh Bagrodia (ministre d'État), Sh. Deepender Singh Hooda (membre du Parlement), Sh. Naveen Jindal (membre du Parlement), Sh. Ajay Gupta et de nombreuses autres personnalités au Balyogi Hall, Parlement de l'Inde, New Delhi.
Elle a reçu le Sitara-i-Imtiaz, l'une des trois plus hautes distinctions civiles du Pakistan, le 13 août 2009, la veille du jour de l'indépendance du Pakistan.
Un petit musée portant son nom, a été établi à Panipat (Haryana) avec les efforts de Ram Mohan Rai. Ce musée est un hommage à sa personne et expose ses objets personnels.